# Zahirisme
 (février 2021).
Si vous disposez d'ouvrages ou d'articles de référence ou si vous connaissez des sites web de qualité traitant du thème abordé ici, merci de compléter l'article en donnant les références utiles à sa vérifiabilité et en les liant à la section « Notes et références ».
Le zahirisme ou dhahirisme (en arabe : مذهب ظهري) est une école de jurisprudence islamique littéraliste apparue au IXe siècle à Ispahan. 
Son fondateur fut Daoud el-Zahiri. Cette école était une école théologique mais aussi une école juridique de droit musulman notamment en al-Andalus sous la conduite d'Ibn Hazm. L'école juridique a quasiment disparu laissant les quatre écoles canoniques subsister après la chute de l'Andalousie. 
Cette école ne laissait aucune latitude aux juges qui ne pouvaient se référer qu'au Coran et à la sunna.
Elle est parfois considérée comme un madhab du sunnisme ou alors comme une branche distincte.

## Le contexte
Depuis le VIIIe siècle une dispute se déroule entre les partisans de la tradition des gens du hadith et qui la suivent en matière de théologie comme de jurisprudence et les gens de l'opinion.
Comme le souligne Ibn Khaldoun, les habitants du Hedjaz et ceux en particulier de Médine, devraient être les plus versés dans la connaissance de la tradition, mais avec les Abbassides le centre de gravité du monde musulman se déplace vers Bagdad où les gens avaient eu moins de contacts directs avec les traditions de Mahomet, et où certains problèmes comme ceux de l'agriculture prenaient des formes beaucoup plus variées que dans la région de La Mecque. Aussi, inévitablement une école prenant en compte l'opinion apparut-elle. Elle ne négligea pas la tradition, mais on considéra qu'il était indispensable de la compléter par d'autres codes. En même temps chez les chiites apparut une tendance à l'ésotérisme appelée batinîya.
Ce mouvement tient son nom de la croyance que sous chaque objet évident (zahîr) il y a caché un concept ésotérique (bâtin). Il fut très puissant sous le règne d'Al-Ma'mûn (813-833). Le VIIIe siècle était baigné dans une atmosphère ésotérique mettant en cause les fondements de l'islam comme la nature de Dieu, les fondements du Coran et l'attitude à l'égard du califat. Dans le même temps l'opinion devenait l'égale du Coran et des hadiths et d'un autre côté les mutazilites voulaient introduire le raisonnement dans tous les domaines, y compris en matière de foi et de révélation.
Comme tous ces groupes avaient pris l'Irak comme terrain d'affrontement, il est assez normal que ce soit en Irak qu'est apparue une tendance à la réaction contre tous ces groupes.

## Doctrine
Daoud el-Zahiri étudia à Bagdad auprès d'adeptes de la doctrine chaféite. Il passa ainsi du rite hanafite auquel était attachée sa famille vers le rite chaféite. Ainsi il se rapprocha des partisans de la tradition (ahl al-hadith) et s'éloigna des hommes de l'opinion (ashab ar-ra'i) dont les hanafites sont les principaux représentants. Ce n'est qu'après avoir consolidé son éducation à Nichapur (au Khorasan) qu'il revint à Bagdad pour y écrire ses livres (852).
Une certaine insatisfaction, causée peut-être par son étude approfondie du chafiisme, l'amena à créer sa propre école le zâhirisme.
Les sources de cette école sont :
1. le Coran
2. Les hadiths
3. Le consensus (ijma`) des compagnons de Mahomet
4. L'unanimité des savants musulmans, basés sur le hadith que la oumma ne sera jamais unanime sur quelque chose de faux.
5. L'istishab, que l'on peut inclure, qui est en substance la permission originelle tant qu'un texte ne vient pas l'interdire.

Et ainsi selon Ibn Hazm il n'y a pas d'autres sources, et bien entendu il rejette le raisonnement par analogie (qiyas), l'opinion (ra'y), comme l'imitation des décisions des anciens (taqlid).
On relate que Daoud el-Zahiri  a admis l'analogie (qiyas) dans quelques cas évidents, mais cela ne semble pas certain. En revanche pour le consensus (ijma`) il l'admettait uniquement dans le cas du consensus des compagnons de Mahomet en se basant sur le fait qu'ils étaient parfaitement au courant des intentions du prophète.
Les zâhirites furent parmi ceux qui dirent qu'une femme pouvaient être l'imam lors de la prière. Pour cela ils citaient le cas d'Oumm Waraka, une femme qui avait recensé une partie du Coran, qui commandait aux gens de son quartier, qui avait son propre muezzin et chez qui il y avait un autre homme, un esclave. Cet esclave la tua et il fut crucifié sur l'ordre du calife `Omar. Cet exemple est récusé par les sunnites car lorsqu'elle voulut participer au combat de Badr, Mahomet lui enjoignit de rester chez elle. Et d'en conclure que si elle ne pouvait pas participer au combat, elle ne pouvait certainement pas diriger la prière.
Les juristes contemporains de Daoud el-Zahiri l'ont très vivement critiqué, lui ainsi que son école. Les chaféites en particulier considèrent que l'école zâhirite est la pire de toutes et qu'on ne doit pas tenir compte de leurs avis. Leur refus de l'analogie (qiyas) les rend inaptes à exercer un jugement et qu'aucun d'entre eux ne devrait être admis comme juge. On a aussi accusé Daoud d'être un ignorant voire un incroyant. Ahmad ibn Hanbal le fondateur de l'école hanbalite n'avait guère d'estime pour les zâhirites. Néanmoins les zâhirites étaient nombreux et certains d'entre eux étaient influents. On a accusé[Qui ?] Daoud el-Zahiri d'avoir professé l'opinion des mutazilites sur le Coran créé et non éternel.[réf. nécessaire]
Daoud el-Zahiri  est mort en 884 à Bagdad.
Ses livres sont presque tous perdus.
Ibn Hazm (théologien cordouan mort en 1064) a revivifié l'école zhâhirite, mais elle ne lui a pas survécu longtemps. Il est l'auteur du livre de jurisprudence (fiqh) Al-Muhallâ qui constitue une référence. Les oulémas de toutes les écoles traditionnelles n'hésitent pas à le citer comme référence.